# Yoa-See
Der Yoa-See (auch Jua-See, arabisch بحيرة يوا, französisch Lac Yoa) ist der zweitgrößte der Seen von Ounianga in der Provinz Ennedi Ouest im Nordostbecken des Tschad. Diese Seen fallen durch ihre in Nord-Süd-Richtung verlaufenden Landzungen auf. Sie sind Reste eines viel größeren Sees, der dieses Becken während der so genannten  grünen Sahara-Zeit, die von rund 10.000 bis 1500 v. Chr. dauerte, füllte. Es gibt in dem Becken derzeit fünfzehn Seen mit einer Gesamtfläche von ca. 20 km².

## Hydrogeologie
Der stark salzhaltige Yoa-See zeichnet sich durch einen komplexen unterirdischen Austauschprozess aus, den er mit allen Seen im Ounianga gemein hat.

## Klimawandel
Der Yoa-See ist für Studien zur globalen Klimaentwicklung von Interesse. Ein Team der Universität Köln um Stefan Kröpelin entnahm einen  Bohrkern der Sedimente vom Grund des Sees. Da der Yoa-See seit der Feuchtperiode kontinuierlich existiert, wurden die Sedimente am Boden des Gewässers vor Erosion und Verstreuung geschützt. Die Analyse der Pollen im Kern ergab, dass der Übergang von Wald zu Wüste in der Umgebung des Yoa-Sees allmählich stattfand. Dazwischen lagen Zeiträume mit Busch- und Grasland, bevor die Gegend vollständig zur Wüste wurde.
Diese Schlussfolgerung steht im Gegensatz zu der Arbeit von Peter de Menocal und seinen Kollegen von der Columbia University, die im Jahr 2000 einen Bohrkern der ozeanischen Sedimente vor der Westküste von Mauretanien nahmen. Wegen der Staubbelastung in diesem Kern kamen die Autoren zu dem Schluss, dass die Wüstenbildung schnell stattfand, über einen Zeitraum von nur wenigen hundert Jahren.
Der Unterschied zwischen diesen beiden Ergebnissen ist bei näherer Betrachtung nicht überraschend. Der Ozean-Bohrkern stellt den Verlauf im gesamten nördlichen Teil der afrikanischen Landmasse dar, während die Yoa-See-Daten genauere Angaben über die Bedingungen in den Bereichen südlich und westlich davon machen. Diese Gebiete lieferten das Material, mit dem der im Holozän vorherrschende Passatwind den Yoa-See bedeckte. Es ist möglich, dass beides geschah: Nord-Afrika wurde schnell trockener, und in bestimmten Bereichen vollzog sich der Prozess der Desertifikation durch eine Reihe von ökologischen Übergängen.